# Anioł (imię)
Aniołⓘ, Angel, Angelus – imię męskie pochodzenia grecko-łacińskiego od słowa pospolitego (łac.) angelus (gr. ángelos) w znaczeniu „posłaniec, zwiastun, anioł”. 
Odpowiednikami żeńskimi są: Aniela, Angela, Angelika, Angelina.
Anioł imieniny obchodzi: 27 stycznia, 6 lutego, 13 marca, 11 kwietnia, 5 maja, 16 sierpnia, 27 sierpnia, 10 września i 30 października.
Znani święci i błogosławieni o imieniu Anioł:
- św. Anioł z Acri – włoski kapucyn
- św. Angelo Giuseppe Roncalli – papież Jan XXIII
- bł. Anioł z Chivasso – włoski franciszkanin
- bł. Anioł Paoli – włoski karmelita

Znane osoby noszące imię Anioł:
- Angelo Badalamenti – amerykański kompozytor
- Angelos Charisteas – piłkarz grecki
- Angelo Cino – włoski kardynał okresu Wielkiej Schizmy Zachodniej, reprezentujący obediencję rzymską
- Ángel Di María – argentyński piłkarz
- Angelo Felici – włoski kardynał, były prefekt Kongregacji Spraw Kanonizacyjnych
- Anghel Iordănescu – rumuński piłkarz, generał i senator
- Angelus de Stargardia – kronikarz i lektor klasztoru w Stargardzie
- Angelo Kelly – piosenkarz, kompozytor, perkusista i producent
- Angelo Lancellotti – franciszkanin, włoski biblista i orientalista
- Ángel Matos – kubański zawodnik taekwondo
- Angelo Palmas – włoski duchowny katolicki
- Ángel Romano – piłkarz urugwajski
- Angelo Sodano – włoski kardynał, były Sekretarz Stanu Stolicy Apostolskiej

Noszący podwójne imię:
- Michał Anioł
- Miguel Ángel Asturias
- Miguel Ángel Falasca – siatkarz hiszpański
- Józef Anioł Grzybowski

Postacie fikcyjne:
- Angel (Angelus) – tytułowy bohater serialu Anioł ciemności